# Inderbor
Inderbor (kasachisch Индербор, russisch Индерборский Inderborski) ist ein Ort in Kasachstan.

## Geografie
Inderbor liegt im Westen Kasachstans im Gebiet Atyrau am rechten Ufer des Ural auf der asiatischen Seite des Landes. Der Ort liegt etwa 160 Kilometer nördlich von Atyrau und 300 Kilometer südlich von Oral. Die Umgebung ist flach und geprägt von weitläufigen Steppenlandschaften. Zehn Kilometer östlich von Inderbor befindet sich der Indersee, ein großer Salzsee.

## Geschichte
Die Geschichte und Entstehung von Inderbor ist eng verbunden mit dem Indersee. Ab dem 19. Jahrhundert untersuchten russische Geologen den Sees und dessen Umgebung. In den 1930er Jahren begann dann der industrielle Abbau von Boraten. Für die Arbeiter in der Salzindustrie wurde 1935 der Ort Inderbor gegründet.

## Bevölkerung
Bei der Volkszählung 1999 hatte Inderbor 11.433 Einwohner. Die Volkszählung 2009 ergab für den Ort eine Einwohnerzahl von 12.915. Bei der letzten Volkszählung 2021 lebten 15.664 Menschen in Inderbor. Die Fortschreibung der Bevölkerungszahl ergab zum 1. Januar 2025 eine Einwohnerzahl von 16.380.
| Einwohnerentwicklung               | Einwohnerentwicklung | Einwohnerentwicklung | Einwohnerentwicklung | Einwohnerentwicklung | Einwohnerentwicklung | Einwohnerentwicklung | Einwohnerentwicklung |
| 1959                               | 1970                 | 1979                 | 1989                 | 1999                 | 2009                 | 2021                 |                      |
| ---------------------------------- | -------------------- | -------------------- | -------------------- | -------------------- | -------------------- | -------------------- | -------------------- |
| 5.429                              | 8.901                | 9.757                | 11.232               | 11.433               | 12.915               | 15.664               |                      |
| Anmerkung: Volkszählungsergebnisse |                      |                      |                      |                      |                      |                      |                      |

## Wirtschaft und Verkehr
Auf der linken Seite des Ural verläuft die A28, eine Nord-Süd-Route im Westen des Landes. Sie führt von Inderbor in südlicher Richtung nach Atyrau und in Richtung Norden über Tschapajew nach Oral. Durch Inderbor verläuft außerdem auf der rechten Seite des Ural eine regionale Fernstraße, die ebenfalls Atyrau und Oral verbindet. Die Wirtschaft des Ortes basiert vor allem auf dem Abbau von Boraten am nahegelegenen Indersee. Es gibt mehrere Steinbrüche zur Gewinnung von Boraten und einen Betrieb zur Verarbeitung. Eine Industriebahn führt von Inderbor nach Maqat.